# Congrès du Parti conservateur (Royaume-Uni)

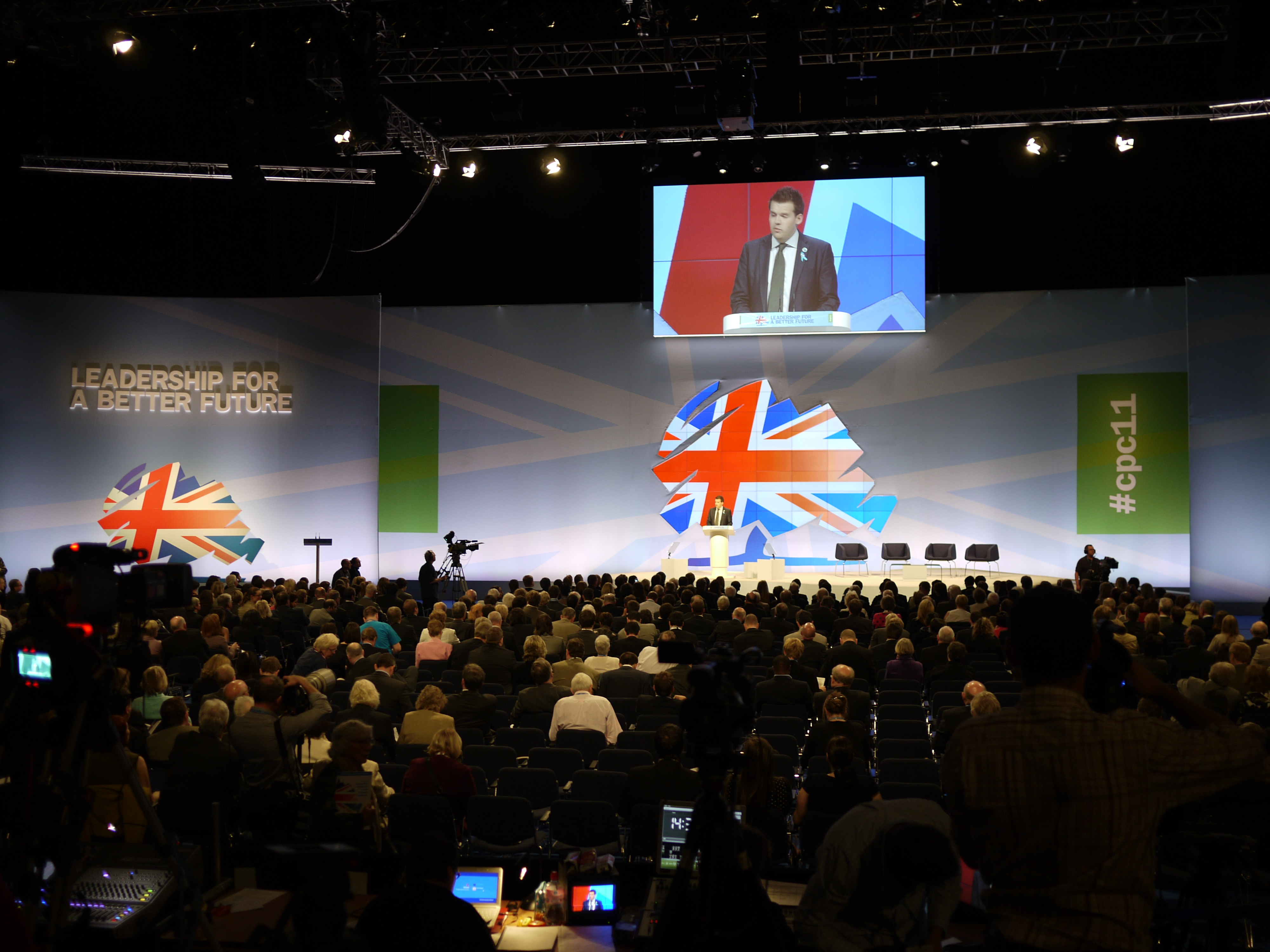
Congrès du Parti conservateur tenue à Manchester au Central Convention Complex en 2011

Le Congrès du Parti conservateur (Conservative Party Conference en anglais abrégé CPC) est un congrès national de quatre jours organisé par le Parti conservateur au Royaume-Uni. Il a lieu chaque année vers octobre, pendant la saison des congrès des partis britanniques, lorsque la Chambre des communes est généralement en vacances. Le lieu de l'événement alterne entre l'International Convention Centre (ICC) de Birmingham et le Central Convention Complex de Manchester depuis 2008. Auparavant, il alternait entre Blackpool et Bournemouth. Contrairement au congrès du Parti libéral-démocrate, où chaque membre du parti participant à sa conférence, en personne ou en ligne, a le droit de voter sur la politique du parti, selon le système un membre, une voix,, ou à celui du Parti travailliste, où 50 % des voix sont attribuées aux organisations affiliées (telles que les syndicats) et dans laquelle les votes ne consistent qu'à nommer les représentants (appelés délégués), le Congrès du Parti conservateur ne comprend pas de vote sur la politique du parti.
Le congrès, qui comprend des événements divers, des réceptions et des discours, donne aux membres du Parti conservateur, à la presse et au public l'occasion d'en apprendre davantage sur les idées et les politiques du parti pour l'année à venir. Le point d'orgue est le discours du chef, prononcé par le chef sortant du Parti conservateur à la fin de la conférence. Dans certaines circonstances particulières, le leader prononce un discours à l'ouverture de la conférence. Un espace d'exposition est également prévu chaque année permettant aux entreprises et aux organisations affiliées au Parti conservateur de promouvoir leurs marques et leurs messages sur des stands d'exposition tout au long du congrès.
Le président de la conférence du Parti conservateur est toujours le président en fonction de la Convention nationale conservatrice. La Convention nationale se réunit deux fois par an : son assemblée générale annuelle se tient généralement au Forum du printemps, et une autre réunion se tient généralement lors de la conférence du parti.

## Congrès

### Sous le leadership de Winston Churchill

#### Margate 1953
Le congrès de 1953 a eu lieu à Margate . Le discours de Winston Churchill a eu lieu le 10 octobre. Il s'était remis d'un accident vasculaire cérébral aigu en juin de la même année ; Anthony Eden a écrit dans son journal que Churchill avait l'intention d'utiliser son discours à la conférence pour « s'essayer » avant de retourner travailler au Parlement. Il avait initialement écrit un discours d'une heure de 4000 mots, mais il l'a réduit à 50 minutes sur les conseils de son médecin Charles Wilson, 1er baron Moran, qui lui a également prescrit des comprimés d'Edrisal ou de Drinamyl . Il a également reçu un spray pour la gorge avant le discours.

### Années 1970

#### Blackpool 1976
Une nouvelle chute de la livre a pris le 29 septembre 1976 "de telles proportions que la Banque d'Angleterre a dû se résigner à intervenir" sur le marché des changes, après le congrès travailliste de Blackpool où les militants du parti au pouvoir n'ont pas soutenu ce virage.

### Sous le leadership de Margaret Thatcher

#### Brighton 1980
La conférence de 1980 était dirigée par Margaret Thatcher à Brighton . Son discours du 10 octobre comprenait la phrase suivante : « Changez si vous le souhaitez. La dame n'est pas pour se changer !"

#### 1984 Brighton
Lors du congrès de 1984, tenue à Brighton, l'Armée républicaine irlandaise provisoire a pris pour cible le gouvernement lors d'un attentat à la bombe dans un hôtel le 12 octobre. Bien qu'il n'ait tué aucun membre du Cabinet, il a tué cinq personnes et en a blessé trente-quatre. Malgré cela, Thatcher a insisté pour que la conférence commence à 9h30 et, dans son discours, elle a déclaré que "cette attaque a échoué. Toutes les tentatives visant à détruire la démocratie par le terrorisme échoueront".

### Learship d'Iain Duncan Smith

#### 2003 Blackpool
Lors du congrès de 2003 à Blackpool, le chef du parti Iain Duncan Smith a déclaré dans son discours : "Au Premier ministre, je dis ceci : l'homme tranquille est là pour rester, et il élève la voix !"

### Leadership de David Cameron

#### 2015 Manchester
Le Premier ministre David Cameron a présidé la conférence de 2015 à Manchester. Le jour de son ouverture, près de 60 000 manifestants anti-austérité ont défilé à Manchester, avec un petit groupe de manifestants jetant un œuf sur un jeune membre conservateur venu assister à l'événement. Le président du parti, Andrew Feldman, avait envoyé un courriel aux membres les incitant à retirer leurs badges à l'extérieur de la salle.
Theresa May a prononcé son discours le 6 octobre  et Cameron a prononcé son discours le 7 octobre. Au cours de son discours, il a attaqué le Parti travailliste pour ne pas aider les travailleurs, a qualifié Jeremy Corbyn de indulgent envers l'État islamique et Oussama ben Laden, a abordé la « crise des réfugiés » et a défendu l'adhésion à l'UE.

### Leadership de Theresa May

#### Birmingham 2016
Lors du congrès de 2016 à Birmingham, la Première ministre Theresa May s'est adressée au congrès le jour de son ouverture dans son discours « Grande-Bretagne globale : réussir le Brexit ».

#### Manchester 2017
Lors du congrès de 2017 à Manchester, May a du faire face à la fois à une personne lui tendant un P45 - un document fiscal remis par les entreprises aux salariés en cas de licenciement, à Philip Hammond lui donnant une pastille pour une toux sèche et d'une lettre du décor tombant derrière elle pendant son discours,.

#### Birmingham 2018
Lors du congrès de 2018, May a dansé sur scène pour son discours du 3 octobre devant Dancing Queen d'ABBA en référence à sa précédente danse lors d'une visite en Afrique du Sud, et a également fait référence à la lettre tombée du décor de fond lors du congrès 2017,. Au cours de son discours, elle a pris plusieurs engagements politiques, notamment la fin de l'austérité, la levée du plafond des emprunts des autorités locales pour construire des logements sociaux (de type Council House), la fixation de nouveaux objectifs en matière de détection précoce du cancer et la poursuite du gel des taxes sur le carburant.
Kong Linlin, journaliste d'État chinois de CCTV+, a été accusé de Common assault après un incident survenu lors d'une conférence lors d'un événement sur « l'érosion de la liberté » à Hong Kong ; l'affaire a été classée sans suite sur l'avis du Crown Prosecution Service et l'ambassade de Chine à Londres a commenté l'incident. Une application développée pour la conférence, annoncée par le président du parti Brandon Lewis comme « la première application de conférence « interactive » », a conduit à des fuites des numéros de téléphone des membres, dont celui de Boris Johnson.

### Sous le leadership de Boris Johnson

#### Manchester 2019
Le congrès 2019 s'est tenu à Manchester. Le Parlement a refusé au gouvernement la traditionnelle suspension de session de trois jours de suspendre les conférences parlementaires traditionnelles de trois jours avec une marge de 17 voix en raison du refus des partis d'opposition de toute pause parlementaire avant qu'un éventuel No-deal Brexit le 31 octobre soit évité, ce qui signifie que la conférence s'est déroulée pour la première fois pendant une session du Parlement.
Lors de la conférence du 1er octobre, le député conservateur Geoffrey Clifton-Brown a été expulsé de l'événement après avoir tenté d'amener une personne sans laissez-passer dans le salon et s'être disputé avec un membre du personnel.
Le discours de Boris Johnson lors de la conférence avait le Brexit comme point central. Lors de son discours, il a déclaré que "nous n'effectuerons en aucun cas de contrôles à la frontière ou à proximité de celle-ci en Irlande du Nord. Nous respecterons le processus de paix et l'accord du Vendredi saint ". Il a suggéré que sa proposition d'accord sur le Brexit représentait un compromis du gouvernement envers l'UE et que l'alternative serait un Brexit sans accord, déclarant que le Parlement "refuse de réaliser le Brexit, refuse de faire quoi que ce soit de constructif et refuse d'organiser des élections". ". Il a qualifié le Parti travailliste de parti de « marxistes antisémites fratricides ».

#### Birmingham 2020
Le congrès de 2020 devait initialement se tenir à Birmingham. En juillet 2020, le parti a annoncé qu'il se tiendrait en ligne en raison de la pandémie de COVID-19, avec des événements clés diffusés en direct,.
Le discours de Johnson a eu lieu le 6 octobre. Au cours de son discours, il a réfuté les rumeurs concernant sa santé, a déclaré qu'il "réparerait l'injustice du financement des maisons de retraite " et "réparerait notre marché immobilier brisé ".

#### Manchester 2021
Le congrès de 2021 qui s'est à Manchester, était également dirigée par Johnson. David Frost a déclaré lors de la conférence que la Grande-Bretagne déclencherait les mesures de sauvegarde de l'article 16 du protocole d'Irlande du Nord si l'Union européenne ne parvenait pas à accepter des changements visant à faciliter les échanges avec l'Irlande du Nord. Iain Duncan Smith aurait été agressé alors qu'il se rendait à la conférence par un groupe de cinq manifestants utilisant un cône de signalisation. Deux militants de la génération Windrush se sont vu refuser l'accès à la conférence le 4 octobre, en raison d'une crainte qu'ils ne manifestent sur place.
Dans son discours du 6 octobre, Johnson a annoncé moins de politiques publiques que d’habitude, signalant plutôt une nouvelle philosophie en réponse aux problèmes de chaîne d’approvisionnement et aux pénuries de main-d’œuvre.

### Leadership de Lizz Truss

#### Birmingham 2022
Le discours de Liz Truss lors du congrès 2022 à l'ICC Birmingham a duré 35 minutes, soit plus court que d'habitude pour les discours des chefs de parti à la conférence. Au cours de son discours, elle a déclaré qu'elle ferait traverser au pays des « jours de tempête » et qu'elle s'opposerait à la « coalition anti-croissance », qui, selon elle, comprenait des partis d'opposition, des syndicats et des militants environnementaux . Le discours a été interrompu par des manifestants de Greenpeace,.
Mel B est apparue à la conférence pour appeler au soutien des victimes de violence domestique.

### Leadership de Rishi Sunak

#### Manchester 2023
La conférence de 2023 s'est tenue à Manchester du 1er au 4 octobre et a été la première à se tenir avec Rishi Sunak comme chef du parti. Avant l'événement de juillet 2023, les organisateurs de la conférence ont abandonné leur projet de faire payer 137 £ aux journalistes pour y assister, à la suite d'une lettre adressée au parti signée par les organes de presse pour protester contre ce changement. En septembre, l'Associated Society of Locomotive Engineers and Firemen a annoncé des grèves des conducteurs de train ciblant la conférence du 30 septembre et du 4 octobre, ainsi que l'interdiction des heures supplémentaires des conducteurs le 29 septembre et entre le 2 et le 6 octobre 
Les discussions sur le tronçon Manchester du chemin de fer High Speed 2 (HS2) ont été prédominantes lors de la conférence en raison de fuites selon lesquelles son annulation était à l'étude,. Dans un discours prononcé le 2 octobre, décrit par le New York Times comme « très attendu », l'ancienne chef du parti Liz Truss a annoncé que l' impôt sur les sociétés devrait être réduit. Lors d'un discours de Suella Braverman, le membre de l'Assemblée de Londres et patron des conservateurs LGBT+, Andrew Boff a été expulsé de la conférence par le personnel de sécurité et s'est vu retirer son laissez-passer après avoir interrompu le discours en déclarant que " l'idéologie de genre n'existe pas" alors qu'au même moment Braverman qualifiait  "l'idéologie du genre" de « poison ».
Boff a déclaré que "les éléments nauséabonds sur l'"idéologie du genre" donnent à notre Parti conservateur un aspect transphobe et homophobe ",. Nigel Farage a assisté à la conférence pour la première fois depuis 1988, incitant à se demander s'il rejoindrait le parti.
Le discours de Sunak a eu lieu le 4 octobre et a duré une heure. Il a annoncé l'annulation du tronçon West Midlands-Manchester du HS2, déclarant que "les faits ont changé". Il a également annoncé que 4 milliards de livres sterling de financement seraient réaffectés du chemin de fer à d'autres projets de transport dans six régions urbaines du nord, et a confirmé que la ligne HS2 prévue aboutirait à la gare d'Euston. Sunak a également annoncé son intention de supprimer les A-levels et de les remplacer par une qualification « Advanced British Standard ». Il s'est également positionné contre l'auto-identification de genre, déclarant « un homme est un homme et une femme est une femme ».